# Snow-board la Jocurile Olimpice de iarnă din 2018 - Slalom paralel uriaș (masculin)
Proba de snow-board, slalom paralel uriaș masculin de la Jocurile Olimpice de iarnă din 2018 de la Pyeongchang, Coreea de Sud a avut loc pe 22 și 24 februarie 2018 la Alpensia Ski Jumping Centre.

## Program
Orele sunt orele Coreei de Sud (ora României + 7 ore).
| Dată         | Ora         | Rundă      |
| ------------ | ----------- | ---------- |
| 22 februarie | 09:27       | Calificări |
| 24 februarie | 12:00-13:30 | Finală     |

## Rezultate calificări
C — Calificat pentru finală
Calificările au început la ora 09:27.
| Loc | Număr de concurs | Nume                | Țară                         | Pista albastră | Pista roșie | Total   | Note |
| --- | ---------------- | ------------------- | ---------------------------- | -------------- | ----------- | ------- | ---- |
| 1   | 12               | Nevin Galmarini     | Elveția                      | 41,73          | 43,05       | 1:24,78 | C    |
| 2   | 20               | Žan Košir           | Slovenia                     | 42,03          | 42,94       | 1:24,97 | C    |
| 3   | 14               | Lee Sang-ho         | Coreea de Sud                | 42,16          | 42,90       | 1:25,06 | C    |
| 4   | 8                | Sylvain Dufour      | Franța                       | 41,92          | 43,35       | 1:25,27 | C    |
| 5   | 16               | Alexander Payer     | Austria                      | 42,43          | 42,87       | 1:25,30 | C    |
| 6   | 5                | Benjamin Karl       | Austria                      | 43,21          | 42,12       | 1:25,33 | C    |
| 7   | 4                | Stefan Baumeister   | Germania                     | 42,07          | 43,30       | 1:25,37 | C    |
| 8   | 7                | Roland Fischnaller  | Italia                       | 43,94          | 41,50       | 1:25,44 | C    |
| 9   | 19               | Vic Wild            | Sportivii Olimpici ai Rusiei | 43,50          | 42,01       | 1:25,51 | C    |
| 10  | 3                | Sebastian Kislinger | Austria                      | 43,47          | 42,12       | 1:25,59 | C    |
| 11  | 10               | Andreas Prommegger  | Austria                      | 42,20          | 43,47       | 1:25,67 | C    |
| 12  | 6                | Edwin Coratti       | Italia                       | 42,37          | 43,33       | 1:25,70 | C    |
| 13  | 32               | Oskar Kwiatkowski   | Polonia                      | 42,84          | 42,88       | 1:25,72 | C    |
| 14  | 9                | Dmitry Sarsembaev   | Sportivii Olimpici ai Rusiei | 43,02          | 42,72       | 1:25,74 | C    |
| 15  | 27               | Kim Sang-kyum       | Coreea de Sud                | 42,84          | 43,04       | 1:25,88 | C    |
| 16  | 26               | Tim Mastnak         | Slovenia                     | 43,15          | 42,82       | 1:25,97 | C    |
| 17  | 11               | Rok Marguč          | Slovenia                     | 43,78          | 42,20       | 1:25,98 |      |
| 18  | 2                | Andrey Sobolev      | Sportivii Olimpici ai Rusiei | 42,35          | 43,64       | 1:25,99 |      |
| 19  | 15               | Radoslav Yankov     | Bulgaria                     | 43,48          | 42,56       | 1:26,04 |      |
| 20  | 23               | Aaron Muss          | Statele Unite ale Americii   | 44,12          | 41,98       | 1:26,10 |      |
| 21  | 17               | Kaspar Flütsch      | Elveția                      | 43,10          | 43,16       | 1:26,26 |      |
| 22  | 21               | Dario Caviezel      | Elveția                      | 43,69          | 42,70       | 1:26,39 |      |
| 23  | 1                | Aaron March         | Italia                       | 45,19          | 41,39       | 1:26,58 |      |
| 24  | 22               | Jasey-Jay Anderson  | Canada                       | 42,99          | 43,77       | 1:26,76 |      |
| 25  | 24               | Patrick Bussler     | Germania                     | 42,99          | 43,78       | 1:26,77 |      |
| 26  | 25               | Choi Bo-gun         | Coreea de Sud                | 43,52          | 43,26       | 1:26,78 |      |
| 27  | 28               | Masaki Shiba        | Japonia                      | 44,00          | 42,91       | 1:26,91 |      |
| 28  | 31               | Darren Gardner      | Canada                       | 43,97          | 42,97       | 1:26,94 |      |
| 29  | 18               | Mirko Felicetti     | Italia                       | 45,29          | 42,27       | 1:27,56 |      |
| 30  | 29               | Michael Trapp       | Statele Unite ale Americii   | 44,05          | 44,09       | 1:28,14 |      |
| 31  | 30               | Alexander Bergmann  | Germania                     | 46,11          | 43,14       | 1:29,25 |      |
| 32  | 13               | Dmitry Loginov      | Sportivii Olimpici ai Rusiei | 48,68          | 42,32       | 1:31,00 |      |

## Etapa eliminatorie
Cei mai buni 16 sportivi au avansat la runda de eliminare. În timpul semifinalelor, deși senzorii de la linia de sosire l-au dat pe Lee câștigător cu diferența de 0,01 secunde, Kosir a contestat rezultatul, iar la foto finiș a părut că el este câștigător.  Rezultatele s-au păstrat.

### Optimi de finală
| Cap de serie | Sportiv                 | Timp  |
| ------------ | ----------------------- | ----- |
| 4            | Sylvain Dufour (FRA)    |       |
| 13           | Oskar Kwiatkowski (POL) | +0,10 |

| Cap de serie | Sportiv               | Timp  |
| ------------ | --------------------- | ----- |
| 5            | Alexander Payer (AUT) | +0,33 |
| 12           | Edwin Coratti (ITA)   |       |

| Cap de serie | Sportiv                                 | Timp  |
| ------------ | --------------------------------------- | ----- |
| 8            | Roland Fischnaller (ITA)                |       |
| 9            | Vic Wild (Sportivii Olimpici ai Rusiei) | +0,93 |

| Cap de serie | Sportiv               | Timp  |
| ------------ | --------------------- | ----- |
| 1            | Nevin Galmarini (SUI) |       |
| 16           | Tim Mastnak (SLO)     | +0,38 |

| Cap de serie | Sportiv             | Timp  |
| ------------ | ------------------- | ----- |
| 2            | Žan Košir (SLO)     |       |
| 15           | Kim Sang-kyum (KOR) | +1,14 |

| Cap de serie | Sportiv                   | Timp  |
| ------------ | ------------------------- | ----- |
| 7            | Stefan Baumeister (GER)   |       |
| 10           | Sebastian Kislinger (AUT) | +0,22 |

| Cap de serie | Sportiv                  | Timp  |
| ------------ | ------------------------ | ----- |
| 6            | Benjamin Karl (AUT)      |       |
| 11           | Andreas Prommegger (AUT) | +0,29 |

| Cap de serie | Sportiv                                          | Timp  |
| ------------ | ------------------------------------------------ | ----- |
| 6            | Lee Sang-ho (KOR)                                |       |
| 11           | Dmitry Sarsembaev (Sportivii Olimpici ai Rusiei) | +0,54 |

### Sferturi de finală
| Cap de serie | Sportiv              | Timp  |
| ------------ | -------------------- | ----- |
| 4            | Sylvain Dufour (FRA) |       |
| 12           | Edwin Coratti (ITA)  | +0,19 |

| Cap de serie | Sportiv                  | Timp  |
| ------------ | ------------------------ | ----- |
| 8            | Roland Fischnaller (ITA) | +0.06 |
| 1            | Nevin Galmarini (SUI)    |       |

| Cap de serie | Sportiv                 | Timp  |
| ------------ | ----------------------- | ----- |
| 2            | Žan Košir (SLO)         |       |
| 7            | Stefan Baumeister (GER) | +3,07 |

| Cap de serie | Sportiv             | Timp  |
| ------------ | ------------------- | ----- |
| 6            | Benjamin Karl (AUT) | +0,94 |
| 11           | Lee Sang-ho (KOR)   |       |

### Semifinale
| Cap de serie | Sportiv               | Timp          |
| ------------ | --------------------- | ------------- |
| 4            | Sylvain Dufour (FRA)  | Nu a terminat |
| 1            | Nevin Galmarini (SUI) |               |

| Cap de serie | Sportiv           | Timp  |
| ------------ | ----------------- | ----- |
| 6            | Žan Košir (SLO)   | +0,01 |
| 11           | Lee Sang-ho (KOR) |       |

### Cursa pentru locul al treilea
| Cap de serie | Sportiv              | Timp  |
| ------------ | -------------------- | ----- |
| 4            | Sylvain Dufour (FRA) | +0,43 |
| 1            | Žan Košir (SLO)      |       |

### Finala
| Cap de serie | Sportiv               | Timp  |
| ------------ | --------------------- | ----- |
| 4            | Nevin Galmarini (SUI) |       |
| 1            | Lee Sang-ho (KOR)     | +0,43 |